# Ladina Bordoli
Ladina Lucia Bordoli (* 17. Januar 1984 in Jenaz; heimatberechtigt in Calanca) ist eine Schweizer Autorin und Unternehmerin.

## Leben
Ladina Bordoli wurde als älteres von zwei Kindern geboren und lebt bis heute im Prättigau. Im Juni 2003 schloss sie ihre Eidgenössische Matura an der Evangelischen Mittelschule Schiers mit Schwerpunkt Englisch und Latein ab. Sie ist eine ausgebildete Fachfrau für Unternehmensführung, Miteigentümerin einer eigenen Werbetechnik-Firma und arbeitet zusammen mit ihrem Bruder als Geschäftsführerin im elterlichen Bauunternehmen. Im April 2023 wurde sie als erste Frau im Kanton Graubünden in den Vorstand des Graubündnerischen Baumeisterverbandes (GBV) gewählt.
Schon früh entdeckte Ladina Bordoli ihre Leidenschaft fürs Geschichtenerzählen und schreibt in verschiedenen Genres (Fantasy, Cosy Crime, Frauenliteratur u.w.). Seit Dezember 2013 wird sie von der Literaturagentur Ashera vertreten. Nebst Veröffentlichungen bei diversen auserlesenen Kleinverlagen kann Bordoli mehrere Publikationen bei Bastei Lübbe, Piper und Heyne vorweisen.
Mit der dreiteiligen Mandelli-Saga (2021, Heyne Verlag) sowie dem historischen Roman «Der Geschmack von Freiheit» (2024, Heyne Verlag) schaffte sie es auf die Schweizer Bestsellerliste.

## Veröffentlichungen

### Romane
- Der Geschmack von Freiheit, Schokoladen-Pionierinnen 1, Heyne Verlag, ISBN 978-3-453-42507-1, 2024
- Das Haus des Schicksals, Mandelli-Saga 3, Heyne Verlag, ISBN 978-3453425064, 2021
- Das Bauwerk der Sehnsucht, Mandelli-Saga 2, Heyne Verlag, ISBN 978-3453424647, 2021
- Das Fundament der Hoffnung, Mandelli-Saga 1, Heyne Verlag, ISBN 978-3453424630, 2021
- Der Tod lässt kein Schwein kalt, Piper Verlag GmbH, ISBN 978-3492315142, 2021
- Verliebt in den Highlands: Ein Cowboy mit Herz, DP Digital Publishers, 2020
- Der Schatzjäger, Band 1–6, Edel Elements, 2019
- Mein Herz in tausend Farben, Bastei Lübbe AG, 2019
- Bluterbe, Fabylon, 2019, ISBN 3-943570-97-5
- Verbotener Duft, Arunya-Verlag, 2018, ISBN 3-95810-028-7
- Das Tal der Rosen, Bastei Lübbe AG, 2017, ISBN 3-7413-0052-7.
- Die Lazarus Verschwörung (Steam Punk 6), Fabylon, 2016, ISBN 3-927071-67-6.
- Wild Cherry, Novum Verlag, 2008, ISBN 3-85022-220-9.

### Beiträge in Anthologien
- Bunte Welt, Arunya-Verlag, 2016, ISBN 3-95810-016-3.
- Meerkatzen – Mediterrane Katzengeschichten, Arunya-Verlag, 2016.
- Die Knochenkirche, Fabylon, ISBN 978-3-927071-86-5.

### Kurzgeschichten
- Der letzte Seelenfänger, Literaturportal Literra, 2015.
- Paris – Dakar – Mond, Literaturportal Literra, 2014.
- Die eiserne Braut, Literaturportal Literra, 2014.
- Rosengeborene, Literaturportal Literra, 2014.
- Anti-Nerd, Literaturportal Literra, 2014.